# Coenocyathus brooki
Coenocyathus brooki är en korallart som beskrevs av Stephen D. Cairns 1995. Coenocyathus brooki ingår i släktet Coenocyathus och familjen Caryophylliidae. Inga underarter finns listade i Catalogue of Life.